# Histoire du Canard enchaîné

Le Canard enchaîné est un hebdomadaire de la presse satirique français, paraissant le mercredi, fondé en septembre 1915. Il est le plus ancien journal satirique français encore actif. Le journal est possédé par la plupart de ses salariés (moins de 50 personnes), notamment les journalistes, se répartissant 1 000 actions seulement.

## Création

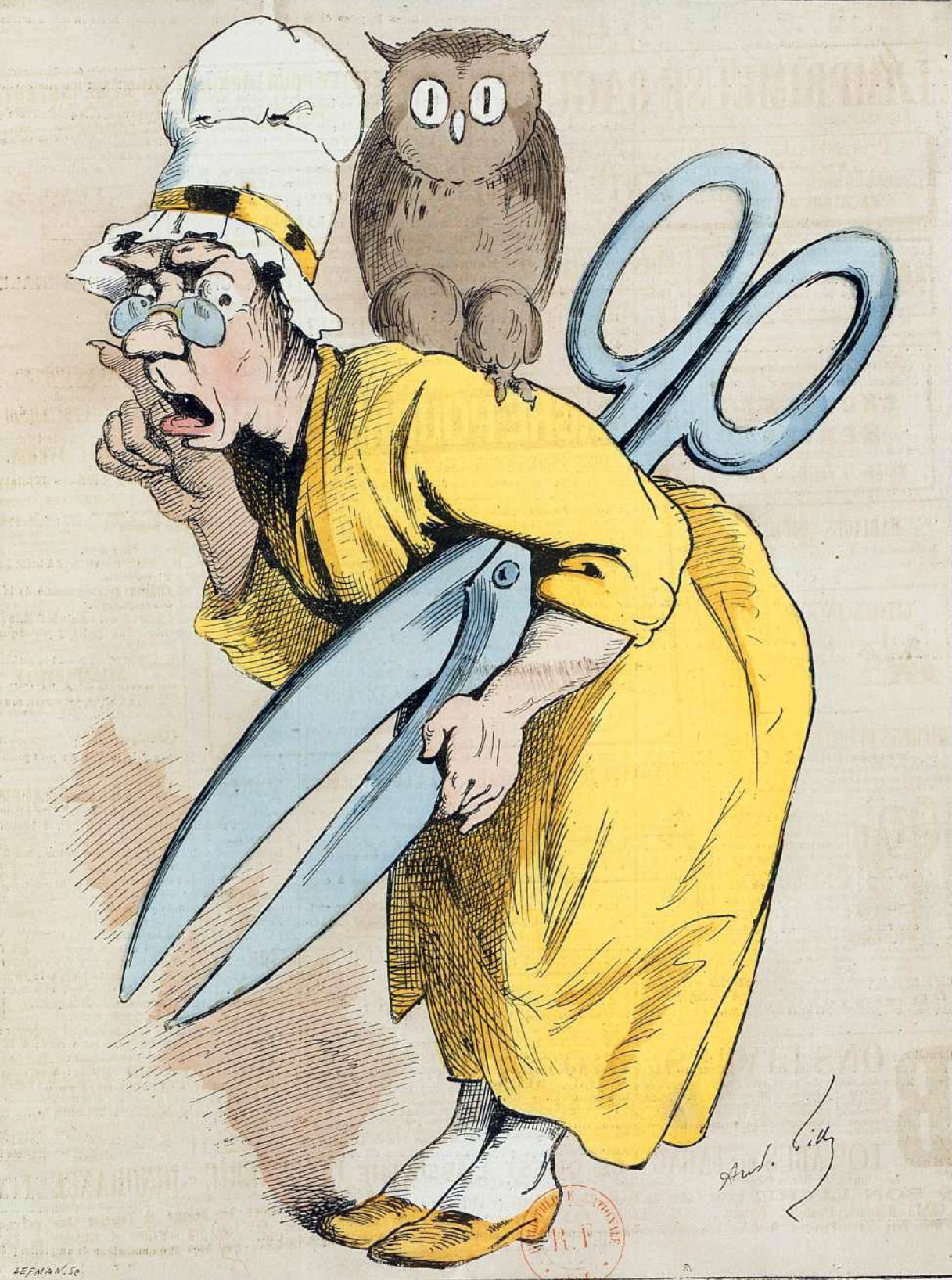
Dans Le Canard enchaîné de l'époque, la censure est souvent personnifiée par Anastasie, une vieille dame imaginaire tenant une paire de ciseaux (ici, une version antérieure dessinée par André Gill en 1874).

Le Canard enchaîné a été fondé deux fois : une première le 10 septembre 1915, par Maurice et Jeanne Maréchal, aidés par H.-P. Gassier, en riposte à la censure de guerre. Selon l'historien Jean-Jacques Becker, l'origine du titre est incertaine et pourrait être soit une création de l'équipe de journalistes fondateurs, soit la reprise du titre d'une « feuille de tranchées » confectionnée au front par les soldats du 74e régiment d'infanterie : « dans l'une ou l'autre hypothèse, il est évident qu'il y a eu influence consciente ou inconsciente du titre que Clemenceau avait donné à son Homme libre devenu, dans les fers de la censure, L'Homme enchaîné ».
Probablement en raison de problèmes financiers, Le Canard cesse de paraître après le cinquième numéro. Il renaît finalement le 5 juillet 1916 en riposte à la censure de la presse, à la propagande officielle  et au bourrage de crâne des bellicistes de l'Union sacrée imposés par la guerre et ses difficultés. Il est, en pleine guerre mondiale, un des exemples les plus significatifs de l'exercice de la libre-pensée.
Contrairement à une légende tenace, il n'est pas un journal composé par des poilus, un journal des tranchées, comme Le Crapouillot de Jean Galtier-Boissière : en effet, ses deux cofondateurs, Maurice Maréchal, le rédacteur, et H.-P. Gassier, le dessinateur, étaient dispensés du service militaire pendant la Première Guerre mondiale pour raisons médicales. Il ne démarrera vraiment que le 5 juillet 1916, après l'échec d'un lancement prématuré, et s'annonce comme « vivant, propre et libre ». Il paraît alors le mercredi de chaque semaine jusqu'à la fin de la guerre. D'autres journaux satiriques parurent en France au commencement du conflit : par exemple, Le Mot et La Baïonnette : l'apparition du Canard enchaîné s'inscrit donc dans un mouvement d'ensemble.
Il va s'attaquer « à la guerre, à la censure, aux politiciens, aux affairistes, aux curés, au pouvoir, à la guillotine » ainsi qu'au bellicisme outrageant des héros de l'arrière (académiciens, éditorialistes de la grande presse) qui se battent avec le sang des autres. L'arme choisie par le journal est le « rire ». L'esprit Canard est fait de non-conformisme, d'antiparisianisme, de pacifisme, d'anticléricalisme et d'antimilitarisme, et donc d'un anarchisme ou plus généralement du courant libertaire.
C'est la seule arme utilisable face à la censure militaire et politique avec laquelle le journal poursuit un combat homérique et rusé, illustré d'épisodes désopilants. Certaines fois, les pages du journal sont littéralement trouées de blancs. Pour échapper à Anastasie (personnage qui symbolise la censure) les journalistes utilisent un langage codé : antiphrases, démentis qui valent confirmations, phrases à l'envers, etc., bref tout un arsenal qui fait du lecteur un initié, presque un complice.
Il s'engage d'ailleurs dès sa première édition à ne publier que des informations rigoureusement fausses. Bien qu'il ne soit pas un « journal de tranchées », il a du succès dans les tranchées... (quand il n'y est pas interdit).

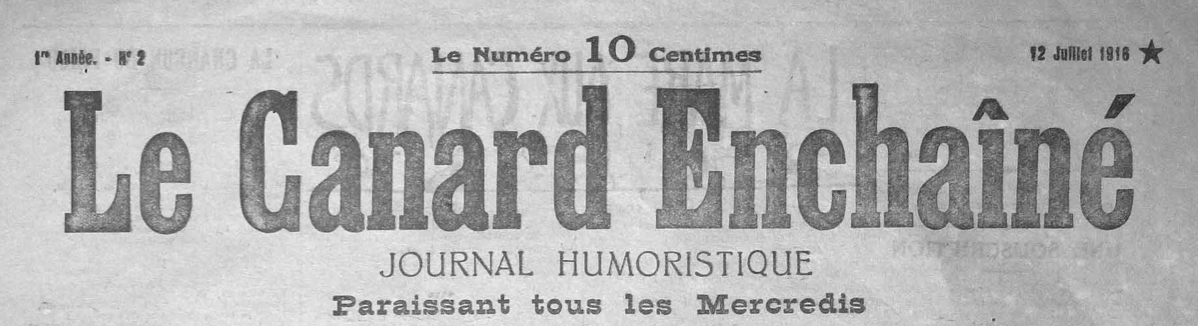
Titre du no 2 du Canard enchaîné (du 16 juillet 1916) après sa recréation, coûtant 10 centimes de franc.

Deux officiers, Nusillard et Gauthier, sont affectés au contrôle des articles pendant toute la guerre et jusqu'en 1919.
Au total, la majorité des articles censurés ne traitent pas de sujets militaires.
Il est pour les Poilus, un rire vengeur et consolateur, le journal des PCDF : au choix « les pauvres cons du front », « les pauvres combattants du front », « les pauvres cons de Français », « les pauvres contribuables de France ».
Lors de son lancement, une profonde communauté d'esprit existait entre Le Canard et le monde du cabaret, de la revue et du chant humoristique ou satirique « montmartrois » (de Montmartre) ainsi que du folklore de la République du Croissant.
Il était autorisé par les Allemands dans les camps de prisonniers français.

## L'entre-deux guerres
Des plumes comme Anatole France, Jean Galtier-Boissière, Paul Vaillant-Couturier, Henri Béraud, Raymond Radiguet, Tristan Bernard, Jean Cocteau, Pierre Mac Orlan, Lucien Descaves ou Roland Dorgelès y collaborent, ainsi que des dessinateurs aussi célèbres que Lucien Laforge et Henri-Paul Deyvaux-Gassier.
Pacifiste (quasiment « pro-munichois » en 1938), cultivant un antimilitarisme allié d'un anticléricalisme qui vise la hiérarchie ecclésiastique plus que la croyance, Le Canard a quelques difficultés (notamment financières) à se reconvertir dans la paix après l'armistice de 1918. Il se développe néanmoins jusqu'à atteindre 250 000 exemplaires de tirage lors du Front populaire qu'il soutient en dénonçant la montée des régimes totalitaires.
L'entre-deux-guerres est une période de déceptions et d'illusions. Apparaît, à travers Le Canard, la décomposition du régime, miné par les scandales, notamment le suicide de Stavisky, à la suite de l'affaire Stavisky (une des plus célèbres manchettes : « Stavisky s'est suicidé d'une balle qui lui a été tirée à bout portant »), puis la montée de la guerre.
En 1936, Léon Blum se prononce pour la non-intervention dans la  guerre civile espagnole. Sur cette décision, à l'instar de la gauche française, les journalistes du Canard comme Pierre Bénard, ou Jean Galtier-Boissière expriment des opinions divergentes.
L'ironie du journal se déchaîne et devient souvent pamphlétaire avec la plume féroce des Henri Jeanson, Jules Rivet ou Alfred Modeste-Dieu.
Ses journalistes sont volontiers satiristes, mais certains sont plus polémistes, tels Victor Snell et plus tard Pierre Scize ou Morvan Lebesque.

## La Seconde Guerre mondiale
Le journal se heurte au retour de la censure. Il est l’un des journaux qui décident de se saborder, tels L'Intransigeant et Le Populaire, pendant l’Occupation en 1940 (le 11 juin), refusant toute collaboration. Mais plusieurs de ses journalistes se recyclent dans la presse collaborationniste comme André Guérin, rédacteur en chef de L'Œuvre de Marcel Déat où il côtoie Auguste Nardy tandis que Pedro dessine à Je suis partout et Jules Rivet collabore au journal Le Petit Parisien de Gabriel Jeantet.
Il reparaît le 6 septembre 1944. (« Pour les Français, la guerre sera finie quand ils pourront lire le Canard enchaîné... » affirme Pierre Brossolette à Jean-Pierre Melville, repris par Luc Jardy, personnage interprété par Paul Meurisse dans le film L'Armée des ombres). Son premier numéro eut un succès sans précédent.
Maurice Maréchal est décédé en 1942.
Son épouse, Jeanne Maréchal, reprend la direction de l’hebdomadaire avec : Ernest Reynaud, Gabriel Macé, Roger Fressoz, Yvan Audouard, l'ancien socialiste national breton Morvan Lebesque, et les dessinateurs : Lap, Escaro, Cabrol, Moisan.
Alors que sa diffusion avait atteint 250 000 exemplaires en 1936, Jeanne Maréchal la fait passer à 500 000 exemplaires en 1947 avant qu'il ne connaisse une crise dans les années 1950 et ne retrouve le seuil des 100 000 exemplaires qu’en 1954.

## La guerre d'Algérie
Lors de la guerre d'Algérie, le Canard s'oriente vers le journalisme d'investigation, jusqu'à devenir une référence en la matière vers le milieu des années soixante sous l'impulsion de Roger Fressoz et Jean Clémentin. Le journal n'a pas les moyens d'entretenir un correspondant permanent sur place, mais dispose de deux sources d'informations : des militaires du contingent qui le renseignent directement et les sources militaires, politiques et administratives en métropole. Les autorités, en particulier, cherchent à identifier le ou les rédacteurs des carnets de route de l'ami Bidasse. Cette rubrique dépeint sans rien cacher depuis août 1956 le quotidien de soldats engagés dans la guerre. Dans son numéro du 6 mai 1959, le journal prend plaisir à relater les investigations du service psychologique de la Xe région militaire. Les officiers chargés des recherches classent les suspects en tant que « BE » (« bidasse éventuel »), ou « BP » (« bidasse probable »).
La ligne éditoriale du journal s'oriente vers la dénonciation de tous les extrêmes. Le Canard est favorable à une Algérie indépendante (il soutiendra même de Gaulle à chaque fois que celui-ci fait un pas vers l'indépendance), et n'hésite pas à s'en prendre aux grands propriétaires terriens, à ces  « grands colons » qui connaissent une grande prospérité dans l'Algérie coloniale. Cependant, à partir de divers témoignages reçus à la rédaction, il organise dans ses colonnes des débats fictifs où chacun, quelle que soit sa position, a sa place. De même, « La rédaction prise dans son ensemble éprouvait une grande résistance pour la résistance algérienne ». Le journal prend ainsi ses distances avec des initiatives telles que le Manifeste des 121.

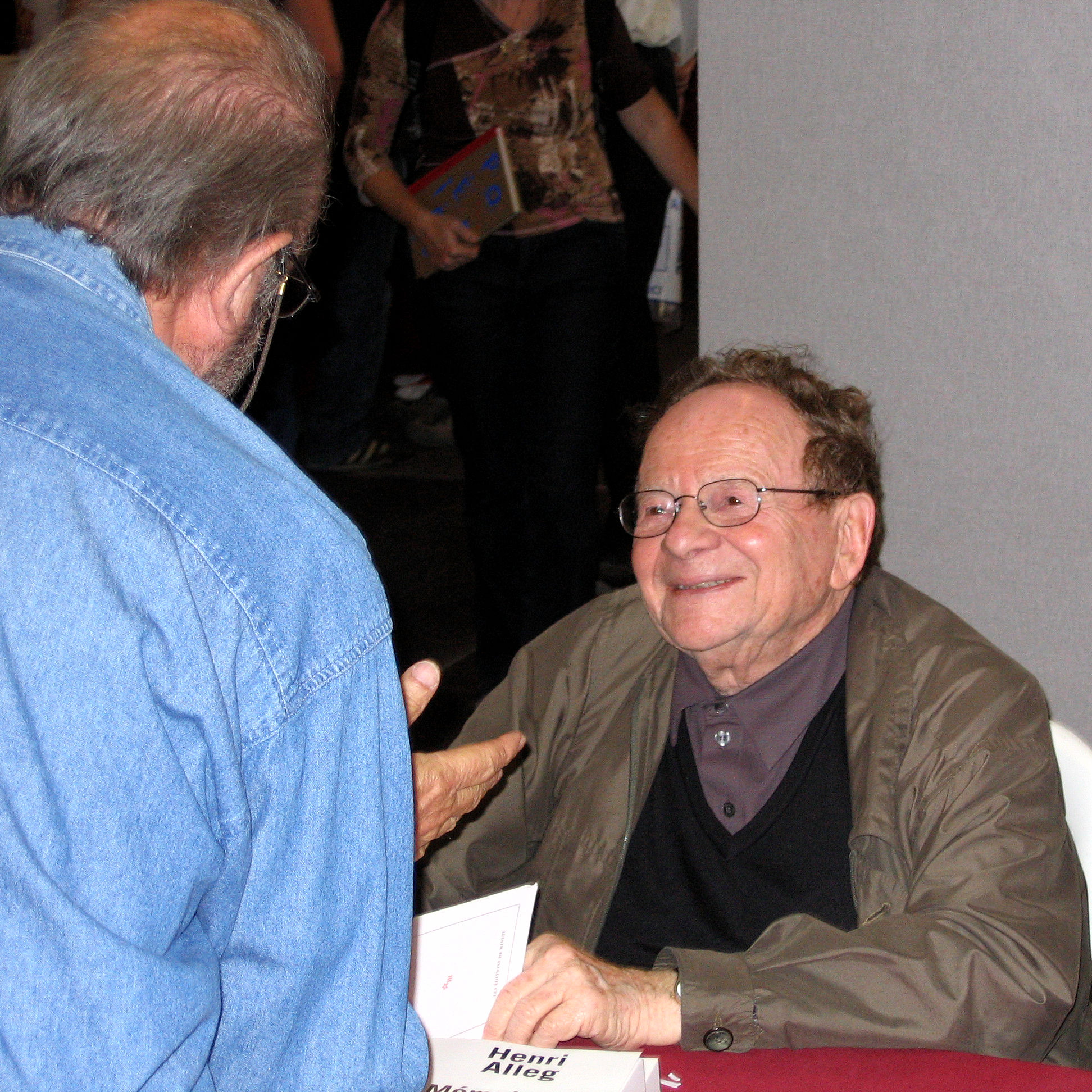
Henri Alleg, un des témoins de la guerre d'Algérie cités par le Canard, ici à la Fête de l'Humanité en 2008.

Cette indépendance ne garantit cependant pas au journal une protection vis-à-vis des pressions venant du gouvernement. Il doit user alors de subterfuges. C'est ainsi qu'en mars 1958, il contourne malicieusement les entraves administratives à sa liberté éditoriale. Au début de ce mois, le gouvernement de Félix Gaillard, sous la pression de Jean Dides, faisait saisir deux hebdomadaires : France Observateur, pour un article d'André Philip sur le bombardement par l'aviation française du village tunisien de Sakiet, et L'Express, pour un article de Jean-Paul Sartre sur la torture (à propos du livre d'Henri Alleg, la Question). Les deux journaux durent, pour reparaître, éliminer ces deux articles. Le Canard les publie sous forme de photocopie aux caractères minuscules, mais lisibles. Les deux articles sont simplement rayés d'une croix et précédés d'un chapeau qui avait l'air de désapprouver.
Cette politique habile lui permet de ne connaître que deux saisies administratives avant le 13 mai 1958. Robert Lacoste, proconsul à Alger, explique les raisons de cette clémence : « Je ne veux pas passer pour un con ». Cependant, les numéros du 13 au 30 juillet 1958 sont saisis, de même que ceux parus du 27 août et du 10 septembre.
Cette orientation nouvelle permet au journal de voir sa diffusion atteindre 300 000 exemplaires en 1962.

## Les années 1960
Le journal s'étoffe et augmente sa pagination à partir des années 1960. Il conserve sa ligne directrice et pour répondre aux aspirations du public, il s'efforce de développer un style différent du conformisme et du peu de curiosité de la presse de l'époque.
L’arrivée du général de Gaulle en 1958 donne un nouvel élan au journal avec la création de la rubrique « la Cour », par Roger Fressoz (André Ribaud), représentant le palais de l’Élysée de Charles de Gaulle comme un nouveau Versailles monarchiste.
Le journal imprime un numéro spécial en juin 1968 : Le Canard de Mai, qui reprend l'essentiel du numéro du 22 mai, de celui du 29 mai (qui n'a pu paraître, mais certains collaborateurs du Canard ont produit dessins et articles dans une tribune libre de Combat) et celui du 6 juin.
Le Canard enchaîné crée un supplément, L'Assiette au Canard, du 31 janvier 1968 (no 1) au 29 avril 1970 (no 7), puis sans numérotation précise jusqu’au 28 novembre 1973, avec le Canard enchaîné no 2770.
De 1957 à 1969, Jean Clémentin collabore avec la StB, le service de renseignement de la Tchécoslovaquie communiste. Journaliste puis rédacteur-en-chef du Canard enchaîné dans les années 1970, Clémentin a écrit de faux articles contre rémunération. Il aurait publié dans le journal de fausses informations dictée par la StB,. Il fait également publier à l'instigation du StB un article sur un faux testament politique du chancelier Adenauer afin de créer une division au sein de la CDU. Il aurait désinformé notamment dans l'affaire Ben Barka.

## Les années 1970, 1980, 1990
Dans les années 1970, le journal va évoluer vers le journalisme d'investigation en dénonçant les scandales politiques et économiques. L'hebdomadaire a dévoilé nombre de ces scandales, fidèle à sa formule « fou du roi et garde-fou de la République » (Roger Fressoz) : affaire des « micros », diamants de Giscard, feuilles d'impôt de Chaban-Delmas, de Jacques Calvet (PDG de Peugeot), vrai-faux rapport de Xavière Tiberi, scandale des HLM, Carrefour du développement, Urba-Gracco, Pechiney et Roger-Patrice Pelat...
Le journal joue également un rôle clé dans l'affaire Papon. Le journaliste Nicolas Brimo dénonçant en 1981 les responsabilités sous l'Occupation du ministre du Budget dans le troisième gouvernement de Raymond Barre.
Michel Slitinsky, partie civile à l'origine des premières plaintes contre Maurice Papon, revenant sur le sujet en 1998, soulignera néanmoins l'arrière-plan politique de l'entre deux tours de l'élection présidentielle de 1981 et le caractère de manœuvre politique qui président au déclenchement de l'affaire. Nicolas Brimo avait consulté le candidat socialiste François Mitterrand pour choisir de concert la date du 6 mai 1981. Le titre de l'article était évocateur: « Quand un ministre de Giscard faisait déporter les Juifs ». Selon Eric Conan, la manœuvre politique aurait visé à faire basculer 200 000 voix juives dans le camp socialiste.

## Les années 1990
Le journal évolue dans les années 1990. Des changements d'importance interviennent à la tête du journal à la suite du décès de Gabriel Macé. En 1992, Roger Fressoz quitte la direction et laisse la main à Michel Gaillard. Jean Clémentin, Roland Bacri, Alain Grandremy s'éloignent progressivement du journal pour laisser places à de nouvelles signatures : Nicolas Beau, Jean-Luc Porquet, Hervé Martin, Hervé Liffran… L'équipe accueille aussi de nouveaux dessinateurs : Brito, Lefred-Thouron, Pétillon.

## Années 2000 et après
Les rédacteurs en chef sont Jean-François Julliard (depuis 2018) et Érik Emptaz (depuis 1990). Avec 477 000 exemplaires vendus en moyenne chaque semaine, il coûte peu à fabriquer : huit pages grand format, avec dessins, et compte une centaine de salariés, y compris les pigistes.
Le 25 mars 2020, durant la pandémie à coronavirus, le journal sort pour la première fois en version numérique (no  5185) après la mesure de confinement en France, afin d'assurer le relais des diffuseurs mis en difficulté pour l'abonnement papier et la livraison dans les magasins de presse. Le journal ne contient plus alors que 4 pages pendant 7 numéros avant de retrouver son format habituel.

## Meilleures ventes
Les ventes-records sont celles de l'affaire Papon (13 mai 1981) (1,2 million), celle de la feuille d'impôt de Marcel Dassault (1979, 778 000), des « diamants » de Giscard (1979, 900 000) ou des « micros » (décembre 1973, 1 million).